# Проводящий пучок

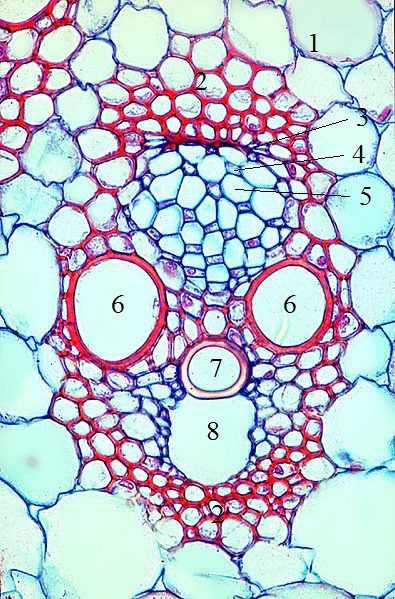
Проводящий пучок злака на примере кукурузы. 1 — межпучковая паренхима; 2 — механическая обкладка проводящих пучков (склеренхима); 3 — протофлоэма; 4 — сопровождающие клетки метафлоэмы; 5 — ситовидные трубки метафлоэмы; 6 — сосуды метаксилемы; 7 — сосуд протоксилемы; 8 — водоносный канал

Проводя́щий пучо́к — основной элемент проводящей системы растений; состоит из ксилемы и флоэмы (в случае открытых проводящих пучков имеется ещё и камбий).
Встречаются также неполные проводящие пучки, состоящие только из ксилемы или только из флоэмы. Помимо проводящих элементов неполные проводящие пучки могут включать паренхимные клетки.

## Развитие
Проводящий пучок развивается из прокамбия. Сначала он состоит из только первичных проводящих тканей: протофлоэмы, дифференцирующейся самой первой, и образующейся позднее протоксилемы. В дальнейшем их сменяют метаксилема и метафлоэма.
В стеблях двудольных растений ещё до окончания формирования различий первичных проводящих тканей из клеток прокамбия, расположенных в средней части, вычленяются клетки камбия. В этом случае говорят, что проводящий пучок становится открытым. Камбий даёт начало вторичной ксилеме и флоэме.

## Типы проводящих пучков
| |  | Обозначения: ксилема флоэма камбий |
| Пучки: A. концентрический амфикрибральный; B. концентрический амфивазальный; C. сложный радиальный; D. коллатеральный закрытый; E. коллатеральный открытый; F. биколлатеральный. |  |                                    |

По взаимному расположению ксилемы и флоэмы, а также наличию и отсутствию камбия выделяют следующие типы проводящих пучков:
- коллатеральные, или бокобочные[3] проводящие пучки — пучки, в которых флоэма расположена снаружи от ксилемы[4]. Могут быть открытыми (с камбием) и закрытыми (без камбия)[5]. Закрытые пучки характерны для однодольных растений, лишённых камбия.
- биколлатеральные проводящие пучки — пучки, в котором флоэма прилегает к ксилеме снаружи и изнутри. Между наружной флоэмой и ксилемой находится камбий, то есть биколлатеральный пучок — открытый[6]. Свойственны некоторым двудольным, например, тыквенным[3].
- радиальные проводящие пучки характерны для корней. В них экзархные первичные ксилема и флоэма располагаются чередующимися радиальными тяжами. Количество тяжей ксилемы всегда равно количеству тяжей флоэмы[7]. По числу тяжей ксилемы (а значит, и флоэмы) выделяют:
  - монархные радиальные проводящие пучки с 1 тяжем ксилемы и 1 тяжем флоэмы[7]. Встречаются крайне редко, характерны для некоторых видов папоротника ужовника[8].
  - диархные — 2 тяжа ксилемы и 2 тяжа флоэмы[7]. Наиболее распространённый тип радиальных проводящих пучков[8].
  - три-, тетра-, пентархные — с 3, 4, 5 соответственно тяжами ксилемы и флоэмы[7].
  - полиархные — с большим числом чередующихся тяжей ксилемы и флоэмы; характерны для однодольных[7].
- концентрические проводящие пучки — одна из тканей (ксилема или флоэма) окружает другую[3]. Различают:
  - амфивазальные концентрические проводящие пучки — ксилема окружает флоэму. Имеются у некоторых однодольных, например, драцены[3].
  - амфикрибральные — ксилема окружена флоэмой. Характерны для папоротников[3].